# Языковая норма
Языкова́я но́рма — исторически обусловленная совокупность общеупотребительных языковых средств, а также правила их отбора и использования, признаваемые обществом наиболее пригодными в конкретный исторический период. Норма является одним из существенных свойств языка, обеспечивающих его функционирование и историческую преемственность за счёт свойственной ей устойчивости, хотя и не исключающей вариантности языковых средств и заметной исторической изменчивости, поскольку норма призвана, с одной стороны, сохранять речевые традиции, а с другой — удовлетворять актуальным и меняющимся потребностям общества.
В России порядок утверждения норм современного русского литературного языка при его использовании в качестве государственного языка Российской Федерации определяется правительством Российской Федерации. Составление словарей и нормирование языковых конструкций ведётся Институтом русского языка Российской академии наук, Государственным институтом русского языка имени А. С. Пушкина, Московским государственным университетом имени М. В. Ломоносова, Санкт-Петербургским государственным университетом.

## Фиксация нормы
Языковая норма фиксируется в нормативных словарях и грамматиках. Значительная роль в распространении и сохранении норм принадлежит художественной литературе, театру, школьному образованию и СМИ.
Некоторые названия и наименования (например, названия географических объектов) могут существовать в языке в различных формах (вариантах), однако обычно лишь одна из них является нормализованной формой, то есть такой формой, которая обязательна для употребления в научных, справочных и учебных изданиях, а также в периодической печати.

## Литературная норма
Частным случаем языковой нормы является литературная норма.
Литературная норма отличается рядом свойств: она едина и общеобязательна для всех говорящих на данном языке; она консервативна и направлена на сохранение средств и правил их использования, накопленных в данном обществе предшествующими поколениями. В то же время она не статична, а, во-первых, изменчива во времени и, во-вторых, предусматривает динамическое взаимодействие разных способов языкового выражения в зависимости от условий общения.

## История представлений о норме
С. И. Ожегов дал такое определение языковой нормы:
Норма — это совокупность наиболее пригодных для обслуживания общества средств языка, складывающихся как результат отбора языковых элементов из числа сосуществующих, наличествующих, образуемых вновь или извлекаемых из пассивного запаса прошлого в процессе социальной, в широком смысле, оценки этих элементов.

## Классификация норм
В случае, если спонтанное употребление языковых средств различных носителей данного языка характеризуется идентичностью, говорят о языковой норме, сложившейся естественным образом. Если идентичности нет, норму определяют целенаправленно (искусственно). 

### Дескриптивные и прескриптивные нормы
Существуют различные подходы к установлению нормы, среди которых можно выделить два основных:
- дескриптивный (описательный), при котором установление нормы осуществляется преимущественно на основе анализа фактического употребления тех или иных языковых явлений носителями языка;
- прескриптивный (предписывающий), при котором установление нормы осуществляется преимущественно на основе авторитетного заключения лингвистов о правильности или неправильности того или иного употребления.

В чистом виде ни тот ни другой подходы обычно не используются, тем не менее языковые традиции определённой страны обычно отдают предпочтение одному из них.  Считается, что для русского языка характерно прескриптивное нормотворчество, а, к примеру, для английского — дескриптивное.

### По уровням и аспектам языка
Понятие нормы распространяется на все уровни языка. В соответствии с уровневой соотнесённостью и спецификой выделяются следующие типы языковых норм:
- лексические — обеспечивают правильность выбора слов;
- акцентологические — предусматривают правильную постановку ударения;
- орфоэпические — описывают правильное произношение слов;
- орфографические — закрепляют единообразие передачи речи на письме;
- морфологические — правила словоизменения и словообразования, описываемые в грамматиках;
- синтаксические — регламентируют правильное построение грамматических конструкций.

Морфологические и синтаксические нормы включаются в число грамматических норм.